# Sardele
Sardele ili inćuni su male, široko zastupljene krmne riba iz porodice Engraulidae. Većina vrsta se nalazi u morskim vodama, nekoliko njih ulazi u barktičnu vodu, a neke vrste u Južnoj Americi su ograničene na slatku vodu
Postoji više od 140 vrsta koje su grupisane u 17 rodova. One su prisutne u Atlantskom, Indijskom i Tihom okeanu, kao i u Crnom moru i Sredozemnom moru. Sardele se obično klasifikuju kao uljaste ribe.

## Sistematika

### Rodovi
| Rodovi familije | Rodovi familije | Rodovi familije | Rodovi familije | Rodovi familije | Rodovi familije                                                       | Rodovi familije |
| Rodovi          | Vrste           | Komentar        |                 | Rodovi          | Vrste                                                                 | Komentar        |
| --------------- | --------------- | --------------- | --------------- | --------------- | --------------------------------------------------------------------- | --------------- |
| [ 4 ]           | 1               |                 |                 | 35              |                                                                       |                 |
|                 | 3               |                 |                 | 4               |                                                                       |                 |
|                 | 2               |                 |                 | 13              |                                                                       |                 |
|                 | 5               |                 | [ 5 ]           | 9               | Tipski rod sardela: Ovaj rod sadrži sve komercijalno značajne sardele |                 |
|                 | 1               |                 |                 | 4               |                                                                       |                 |
|                 | 1               |                 |                 | 1               |                                                                       |                 |
|                 | 1               |                 |                 | 1               |                                                                       |                 |
|                 | 8               |                 |                 | 20              |                                                                       |                 |
|                 | 24              |                 |                 |                 |                                                                       |                 |

## Ekologija
Sardele su značajan izvor hrane za skoro sve predatorske ribe u svom okruženju, uključujući kalifornijske iverke, prugaste grgeče, žutorepe, ajkule, kralske losose, i Oncorhynchus kisutch. One su isto tako ekstremno važne za morske sisare i ptice; na primer, uspeh uzgoja of kalifornijskih smeđih pelikana i elegantnih čigri snažno je povezan s obiljem inćuna.

## Literatura
- Chavez FP, Ryan J, Lluch-Cota SE and Ñiquen CM  (2003) From Anchovies to Sardines and Back: Multidecadal Change in the Pacific Ocean Science 229(5604)217–221.
- Froese, Rainer; Pauly, Daniel; ур. (2006). "Engraulidae" на Фиш бејсу. [верзија на датум: January 2006]
- Miller DJ (1956) "Anchovy" Архивирано на веб-сајту  (16. јул 2020) CalCOFI Reports, 5: 20–26.
- Nizinski MS and Munroe TA (1988) FAO species catalogue, volume 2: Clupeoid Fishes of the World, Pages 764–780, FAO Fisheries Synopsis 125, Rome.  92-5-102340-9.
- Pacific States Marine Fisheries Commission  Northern Anchovy

## Spoljašnje veze
- Chisholm, Hugh, ур. (1911). „Anchovy”.  (на језику: енглески) (11 изд.). Cambridge University Press.